# Suphanan Bureerat
Suphanan Bureerat (Thai: ศุภนันท์ บุรีรัตน์; * 10. Oktober 1993 in Chanthaburi), auch als Sev bekannt, ist ein thailändischer Fußballspieler.

## Karriere

### Verein
Suphanan Bureerat erlernte das Fußballspielen in der JMC Academy. 2010 wechselte der Verteidiger in den Jugendbereich von Muangthong United nach Pak Kret, wo er im gleichen Jahr auch einen Profivertrag unterschrieb. Das erste Jahr bei Muangthong United kam er nicht zum Einsatz. Von 2011 bis 2017 wurde er dann an mehrere Vereine verliehen. 2011 wurde er an den Zweitligisten Air Force United verliehen, wo er zwölf Spiele in der Thai Premier League Division 1 absolvierte. Danach spielte er 2012 19 Mal für den Nakhon Nayok FC in der dritten Liga sowie zehnmal für den Chanthaburi FC in der zweiten Liga. 2013 zog es ihn zu FC TTM Phichit, wo er 16 Mal auflief. Von 2015 bis 2017 wurde er an Pattaya United verliehen, wo er nach Auslaufen seines Vertrages bei Muangthong United auch einen Vertrag unterschrieb. Ab der Saison 2019 hat er bei Pattayas Nachfolgeverein Samut Prakan City FC einen Vertrag unterschrieben, wo er jedoch sofort zu Muangthong United ausgeliehen wurde. Für Muangthong absolvierte er 27 Erstligaspiele. Nach der Ausleihe kehrte er nach Samut Prakan zurück. Am Ende der Saison 2021/22 belegte er mit dem Verein den vorletzten Tabellenplatz und musste somit in die zweite Liga absteigen. Nach dem Abstieg verließ er Samut Prakan und wechselte im Juni 2022 für eine Ablösesumme von 134.000 Euro zum Erstligisten Port FC.

### Nationalmannschaft
Suphanan Bureerat spielt seit 2022 für die thailändische Nationalmannschaft. Sein Debüt gab er am 27. Mai 2022 in einen Freundschaftsspiel gegen Turkmenistan. Mit der Elf gewann er im Januar 2023 die Südostasienmeisterschaft. Im Endspiel am 14. Oktober 2024 im Tinsulanon Stadium in Songkhla besiegte man das Team aus Syrien mit 2:1.

## Erfolge

### Nationalmannschaft
Thailand
- Südostasienmeisterschaft:  2022
- King’s Cup: 2024